# Born (film, 2007)
Pour les articles homonymes, voir Born.
Pour plus de détails, voir Fiche technique et Distribution.
Born est un film d'horreur américain réalisé par Richard Friedman, sorti directement en DVD en juin 2009, après une présentation au Hollywood Film Festival en octobre 2007.

## Synopsis
Une jeune femme vierge de 21 ans, Mary Elizabeth, se réveille et découvre qu'elle est enceinte, après avoir passé une nuit toute seule. Possédée par le démon qui se trouve dans son ventre, elle obéit aux instincts meurtriers de ce dernier.

## Distribution
- Joan Severance : Dr. Sammael
- Alison Brie : Mary Elizabeth
- Kane Hodder :  Asmodeus / Cardinal
- Denise Crosby :  Catherine
- James T. Callahan : Albert Martino
- Eddie Velez : le père Anthony
- Alex D'Lerma : le père Nick
- Azalea Davila : Jennifer